# Eleição municipal de Contagem em 2012
A Eleição Municipal de Contagem em 2012 ocorreu no domingo, 7 de outubro, dia do primeiro turno. Elas decidiram os mandatários dos cargos executivos de prefeito e vice-prefeito, além das vagas de vereadores para a administração do município brasileiro de Contagem. Caso o candidato a cargo majoritário não alcance a maioria absoluta dos votos válidos, haverá um novo escrutínio no dia 28 de outubro de 2012. O prefeito e o vice-prefeito eleitos assumirão os cargos no dia 1 de janeiro de 2013 e seus mandatos terminarão em dia 31 de dezembro de 2016, bem como os vereadores. A atual prefeita é Marília Campos, do PT, que não pôde concorrer a reeleição e passou o cargo para Carlin Moura, do PCdoB.

## Candidaturas

### PT
A atual Prefeita, Marília Campos, não pôde concorrer a reeleição, já que exerceu dois mandatos seguidos entre 2005 e o ano em questão, 2012. Assim foi lançado pelo PT, o deputado estadual Durval Ângelo, que já concorreu a prefeitura no ano de 2000, perdendo para Ademir Lucas, do PSDB.
Sua coligação é composta pelo: PT, PSB, PTN, PSDC, PSL, PR, PPL, PPS, PRTB, PMN e PV

### PSDB
O principal partido de oposição à prefeitura atual, lançou pela quinta vez consecutiva (1996, 2000, 2004, 2008 e agora 2012) a candidatura de Ademir Lucas, que foi eleito prefeito de Contagem, por duas oportunidades, em 1988 e em 2000, busca seu terceiro e último mandato. Sua coligação e formada pelo: PSDB, DEM, PSC e PP

### PCdoB
O PCdoB lançou novamente o deputado estadual, Carlin Moura, desta vez ele é apoiado pelo ex-prefeito de Contagem e ex-governador de Minas Gerais, Newton Cardoso, do PMDB, o que lhe pode dar força nessas eleições contra a polarização PT-PSDB, existente desde 2000. Sua coligação é composta por: PCdoB, PMDB, PSD, PTC, PTdoB, PRP, PHS e PDT

### PRB
O PRB lançou candidatura própria pela primeira vez, foi o deputado federal George Hilton.

### PSOL
O PSOL também lançou candidatura própria, nessa ocasião foi o ex-coordenador do SindUTE Donaldo Pedroso.

### PSTU
O PSTU lançou a candidatura de Gustavo Olímpio.

## Resultado do 1º Turno
Depois da exibição do horário político na Rede Record e depois na TV Alterosa, no dia 7 de outubro de 2012, a população contagense foi às urnas para votar para prefeito e vereador.
| Partido                                                           | Partido         | Candidato       | Votos   | Votos (%) |
| ----------------------------------------------------------------- | --------------- | --------------- | ------- | --------- |
|                                                                   | PCdoB           | Carlin Moura    | 118 748 | 32,62%    |
|                                                                   | PT              | Durval Ângelo   | 98 241  | 26,99%    |
|                                                                   | PSDB            | Ademir Lucas    | 79 930  | 21,96%    |
|                                                                   | PRB             | George Hilton   | 15 076  | 4,14%     |
|                                                                   | PSOL            | Donaldo Pedroso | 815     | 0,22%     |
|                                                                   | PSTU            | Gustavo Olímpio | 709     | 0,19%     |
| Totais                                                            | Totais          | Totais          | 313 519 |           |
| Votos em Branco                                                   | Votos em Branco | Votos em Branco | 21 595  | 5,93%     |
| Votos Nulos                                                       | Votos Nulos     | Votos Nulos     | 28 939  | 7,95%     |
| Participação                                                      | Participação    | Participação    | 364 053 | 364 053%  |
| Fonte: http://g1.globo.com/mg/minas-gerais/apuracao/contagem.html |                 |                 |         |           |

## Resultado do 2º Turno
Como o candidato vencedor, Carlin Moura, não alcançou mais de 50%+1 dos votos, ele teve que disputar 2º turno com o 2º colocado, Durval Ângelo. O 2º turno ocorreu no dia 28 de outubro de 2012.
| Partido                                                           | Partido         | Candidato       | Votos   | Votos (%) |
| ----------------------------------------------------------------- | --------------- | --------------- | ------- | --------- |
|                                                                   | Carlin Moura    | PCdoB           | 205 446 | 57,76%    |
|                                                                   | Durval Ângelo   | PT              | 106 322 | 29,89%    |
| Totais                                                            | Totais          | Totais          | 311 768 |           |
| Votos em Branco                                                   | Votos em Branco | Votos em Branco | 17 307  | 4,87%     |
| Votos Nulos                                                       | Votos Nulos     | Votos Nulos     | 26 611  | 7,48%     |
| Participação                                                      | Participação    | Participação    | 355 686 | 355 686%  |
| Fonte: http://g1.globo.com/mg/minas-gerais/apuracao/contagem.html |                 |                 |         |           |